# Sytuacja prawna i społeczna osób LGBT w Belgii

Tęczowa flaga – symbol społeczności LGBT

Tęczowa flaga w kształcie Belgii

## Prawo wobec kontaktów homoseksualnych
Kontakty homoseksualne zostały zalegalizowane w Belgii w roku 1795, a w 1985 zrównano ze sobą wiek zgody na kontakty homo- i heteroseksualne: wynosi on 16 lat.

## Ochrona prawna przed dyskryminacją
Belgijskie prawo gwarantuje ogólny zakaz dyskryminacji przez wzgląd na orientację seksualną. Został on zawarty w kodeksie karnym i obejmuje różne dziedziny życia, w tym miejsce pracy. Przepisy te obowiązują w kraju od 2003 roku.
Obecnie do belgijskich szkół podstawowych i średnich wprowadza się podręcznik dla nauczycieli Zwalczyć Homofobię, który ma wyeliminować szkolną homofobię.
Geje, lesbijki i biseksualiści nie są wykluczeni z służby wojskowej z powodu swojej orientacji seksualnej.
Belgijskie przepisy prawne przyznają prawo do ubiegania się o azyl polityczny z powodu prześladowań przez wzgląd na orientację seksualną we własnym kraju.

## Uznanie związków osób tej samej płci
W 2000 roku w Belgii zalegalizowano związki partnerskie par tej samej i przeciwnej płci. Przyznają one część praw z tych, jakie mają małżeństwa.
W roku 2003 Belgia stała się drugim krajem na świecie, w którym zalegalizowano małżeństwa homoseksualne. Ustawa ta została przyjęta w Senacie 46:15, a w Izbie Deputowanych stosunkiem głosów 91:22. W 2006 małżeństwa jednopłciowe uzyskały prawo do adopcji dzieci. Dopuszcza się zawarcie związku małżeńskiego z osobą z kraju, który nie uznaje małżeństw homoseksualnych.

## Życie osób LGBT w kraju
Belgowie należą do społeczeństw bardzo tolerancyjnych wobec przedstawicieli LGBT. Według sondażu Eurobarometr, wykonanego na zlecenie UE w 2006 roku, 62% Belgów popiera małżeństwa homoseksualne, a 43% wprowadzone w tym samym roku prawo adopcyjne dla osób tej samej płci.
W Belgii istnieje duża scena gejowska. Jej centrum są Bruksela i Antwerpia. Miasta te dysponują dziesiątkami lokali gejowskich i gay-friendly.
Wydawane są tam publikacje, działają liczne organizacje zajmujące się niesieniem pomocy przedstawicielom LGBT o zasięgu ogólnokrajowym i regionalnym. Każdego roku ulicami stolicy maszerują parady mniejszości seksualnych (gay pride parade). Najliczniejszą tego typu manifestacją była parada z 2007 roku, która zgromadziła około 17,000 uczestników.